# Chirio-Forno d’Asolo
Chirio-Forno d’Asolo ist ein ehemaliges Radsportteam im Frauenradsport mit Sitz in Montechiaro d’Asti (Italien).
Das Team nahm seit dem Jahr 2006 als UCI Women’s Team an internationalen Straßenradrennen teil. Bekannteste Fahrerin war die zweimalige Straßenweltmeisterin Giorgia Bronzini, die 2005 und 2011 für das Team fuhr und im Jahr 2011 ihren zweiten Weltmeistertitel errang.
Das Team wurde im Jahr 2013 bei der Union Cycliste Internationale als litauisches Team registriert, nachdem es in den Vorjahren als italienisches Team registriert war. Nach Ablauf der Saison 2013 wurde es mit dem ebenfalls litauischen Team Forno d’Asolo-Astute fusioniert.

## Saison 2013

### Team
| Name               | Geburtsdatum | Nationalität       |
| ------------------ | ------------ | ------------------ |
| Uenia da Souza     | 12.08.1984   | Brasilien          |
| Whitney Gaggioli   | 13.02.1988   | Vereinigte Staaten |
| Julia Martisova    | 15.06.1976   | Russland           |
| Vaida Pikauskaitė  | 29.03.1991   | Litauen            |
| Vilija Sereikaitė  | 12.02.1987   | Litauen            |
| Luisa Tamanini     | 31.01.1980   | Litauen            |
| Aušrinė Trebaitė   | 18.10.1988   | Litauen            |
| Tetyana Riabchenko | 28.08.1989   | Ukraine            |
| Jessica Uebelhart  | 16.10.1990   | Schweiz            |
| Egle Zablockyte    | 24.05.1989   | Litauen            |

### Erfolge
| Datum  | Rennen                                           | Kat. | Siegerin           |
| ------ | ------------------------------------------------ | ---- | ------------------ |
| 04.03. | 6. Etappe Vuelta Ciclista Femenina a el Salvador | 2.1  | Uenia da Souza     |
| 12.05. | Tour of Chongming Island World Cup               | CDM  | Tetyana Riabchenko |

## Platzierungen in UCI-Ranglisten
2009
- 25. UCI-Weltrangliste

2010
- 34. Rad-Weltcup der Frauen
- 22. UCI-Weltrangliste

2011
- 21. Rad-Weltcup der Frauen
- 7. UCI-Weltrangliste

2012
- 28. UCI-Weltrangliste

2013
- 12. Rad-Weltcup der Frauen
- 16. UCI-Weltrangliste